# T–10
A T–10 szovjet nehéz harckocsi, melyet a második világháború után fejlesztettek ki a cseljabinszki 100. sz. kísérleti üzemben (VNII–100) Zsozef Kotyin irányításával. Sorozatgyártása 1954–1966 között folyt. Utolsó példányait 1993-ban vonták ki az Orosz Fegyveres Erők állományából.

## Története
Tervezését 1949-ben kezdték el a VNII–100 tervezőirodában Zsozef Kotyin irányításával Objekt 730 jelzéssel. A fejlesztésben szorosan együttműködtek a Leningrádi Kirov Gyárral (LKZ) és a Cseljabinszki Kirov Gyárral (CSKZ). A fejlesztés alapját az ISZ–4-es és az ISZ–7-es harckocsikkal szerzett tapasztalatok adták. A harckocsi kezdetben az ISZ–8 típusjelzést kapta. Először a teljes méretű, fából készült makettjét építették meg, majd elkészítették az első prototípust, mellyel a gyári teszteket végezték. Ez után döntés született egy 10 darabos kísérleti sorozat megépítéséről. Ezekkel Kubinkán végezték el az állami vizsgákat. Az állami bizottság ennek eredményei alapján 1950-ben javasolta a sorozatgyártás elkezdését, de jelentős módosításokkal. A harckocsin olyan jelentős változtatásokat végeztek, hogy végül új típusjelzést, az ISZ–10-t kapta. Sztálin 1953-as halála miatt megváltozott politikai helyzetben a Sztálin nevéből képzett ISZ típusjelzés helyett T–10-re nevezték át. 1953. december 15-én rendszeresítették a Szovjet Hadseregben. A T–10-esekel a nehézharckocsi-hadosztályokat szerelték fel. Mindegyik ilyen hadosztály két nehézharckocsi-ezreddel és egy közepesharckocsi-ezreddel rendelkezett. Az 1950-es és 1960-as években a Németországi Szovjet Hadseregcsoport 13-as és 25-ös nehézharckocsi-gárdahadosztálya is T–10-esekkel volt felfegyverezve.
Közvetlen elődje, az ISZ–3 közötti különbségek a nagyobb torony, hosszabb test, új füstelszívó, erősebb dízelmotor, hat pár futógörgő helyett hét, nagyobb lőszerjavadalmazás.
A sorozatgyártás 1954-ben kezdődött meg és 1966-ban fejeződött be. 1953–1962 között Cseljabinszkban, 1957–1966 között Leningrádban gyártották. A pontos gyártási darabszám nem ismert, a források legalább 2500-ra teszik az elkészült T–10-esek számát.
A Szovjetunió felbomlása után a harckocsik Oroszországhoz kerültek, ahol 1993-ban kivonták őket a szolgálatból.

## Harci alkalmazás
A T–10-est egyes nyugati források állítása szerint Szíria és Egyiptom használta a jom kippuri háborúban, ahol az lett volna a feladatuk, hogy támogassák a közepes T–54, T–55 és T–62-es harckocsikat. Az említett források egy része azt is állította, hogy a T–10-esek több M48 Patton harckocsit is kilőttek, és egy sem veszett oda, azaz sikert értek el. A T–10-es azonban összetéveszthető volt a hasonló ISZ–3-assal, és valójában nem exportálták a Szovjetunión kívülre.

## Változatok
- Objekt 266 (1950) az ISZ–8 alapján készült, hidromechanikus erőátvitel
- T–10-(1952) alapváltozat
- T–10A-(1956) egysíkú lövegstabilizátor
- Objekt 268 (1956) önjáró löveg. Egy prototípus készült, nem került gyártásba.
- T–10B-(1957) kétsíkú lövegstabilizátor
- T–10M-(1957) infravörös éjjellátó berendezés, ABC-védelem, hosszabb M-62-T2 L/43 löveg,
- T–10M-(1963)rendelkezik OPVT mély mocsári légzőcsővel
- T–10M-(1967) APDS és HEAT lőszerrel ellátott változat
- Objekt 282 „Szalamandra” irányított páncéltörő rakétákkal felfegyverzett rakétatank, rövidebb, 6 görgős alváz (nem rendszeresítették)
- Objekt 282T a „Szalamandra” sikertelensé ge után, 22 db 152 mm-es vagy 30 db 132 mm-es irányítatlan rakéta (nem rendszeresítették)
- Objekt 821 Az RT–20P interkontinentális rakéta indítóplatformja (nem rendszeresítették)
- TESZ–3 Mobil nukleáris erőmű meghosszabbított T–10 alvázon (csak prototípus)

## Rendszeresítők
- Oroszország:450 db (1993-ban kivonva)
- Szovjetunió:450 db (továbbadta Oroszországnak)